# Kanzel (Visseiche)

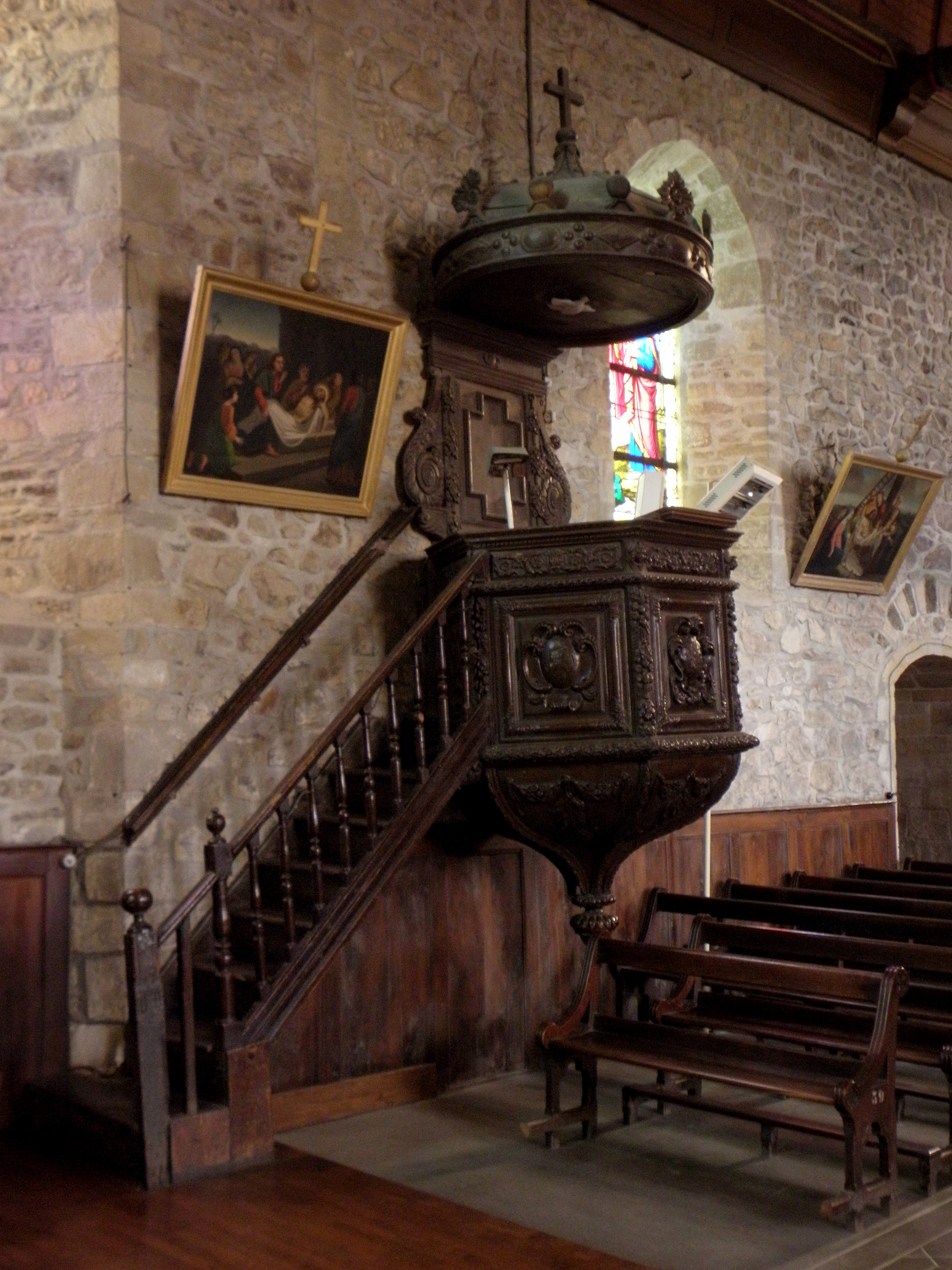
Kanzel in Visseiche

Die Kanzel in der katholischen Pfarrkirche St-Pierre in Visseiche, einer französischen Gemeinde im Département Ille-et-Vilaine in der Region Bretagne, wurde 1670  geschaffen. Die Kanzel wurde 1955 als Monument historique in die Liste der geschützten Objekte (Base Palissy) in Frankreich aufgenommen.
Die hölzerne Kanzel, die von Thomas Hervé geschaffen wurde, war ursprünglich vielfarbig gefasst. Der Schalldeckel in Form einer Kuppel wird von einem Kreuz bekrönt, an der Unterseite ist eine Heiliggeisttaube angebracht. 
Der Kanzelkorb ist auf allen Flächen  mit floralen Schnitzereien versehen. Unten wird er von einem umgedrehten und spitz zulaufenden Deckel abgeschlossen. Die seitlich rund auslaufende Rückwand ist ebenfalls mit Schnitzereien dekoriert.
Über eine hölzerne Treppe mit Balustern erreicht man die Kanzel.  

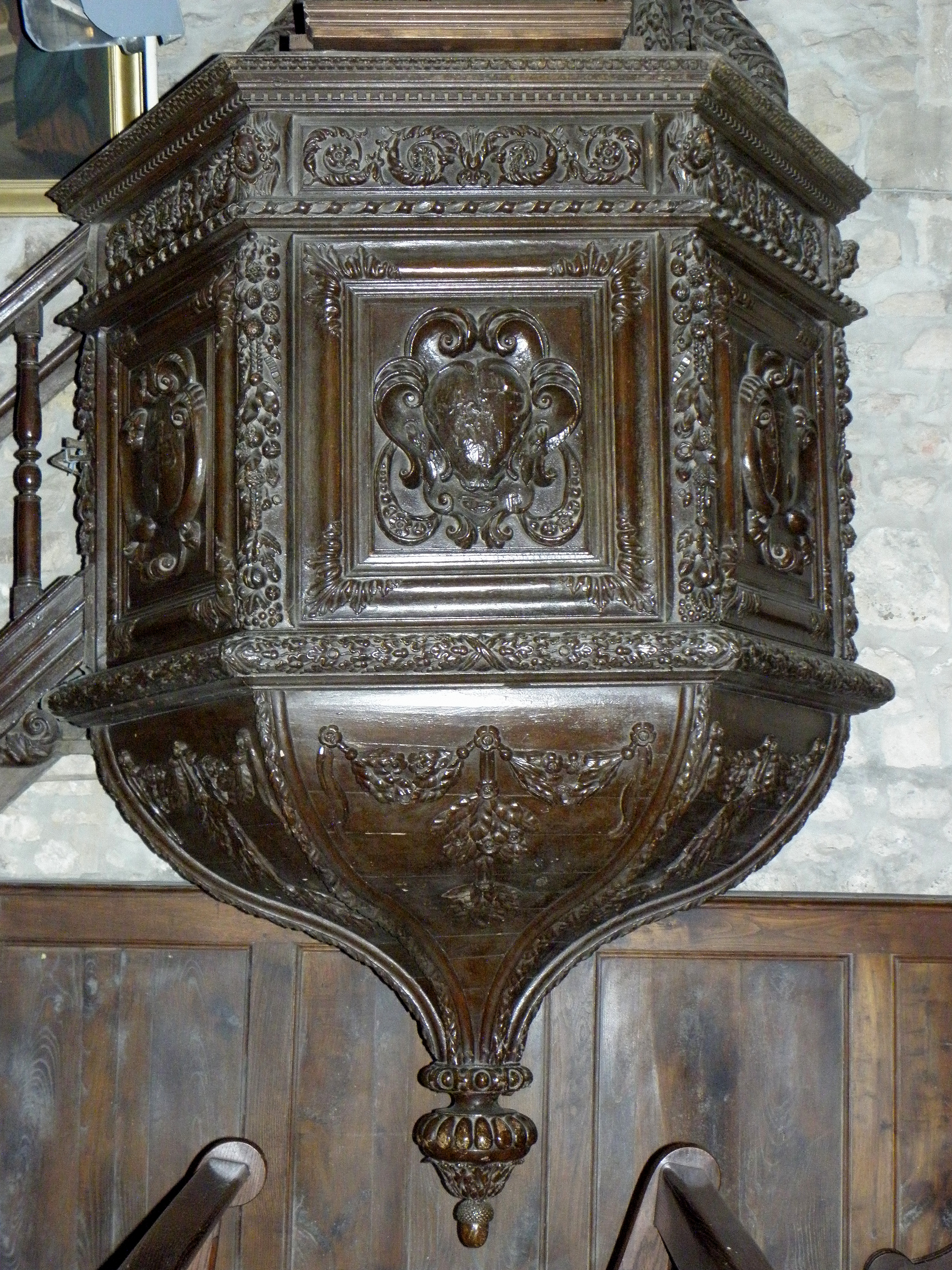
Kanzelkorb
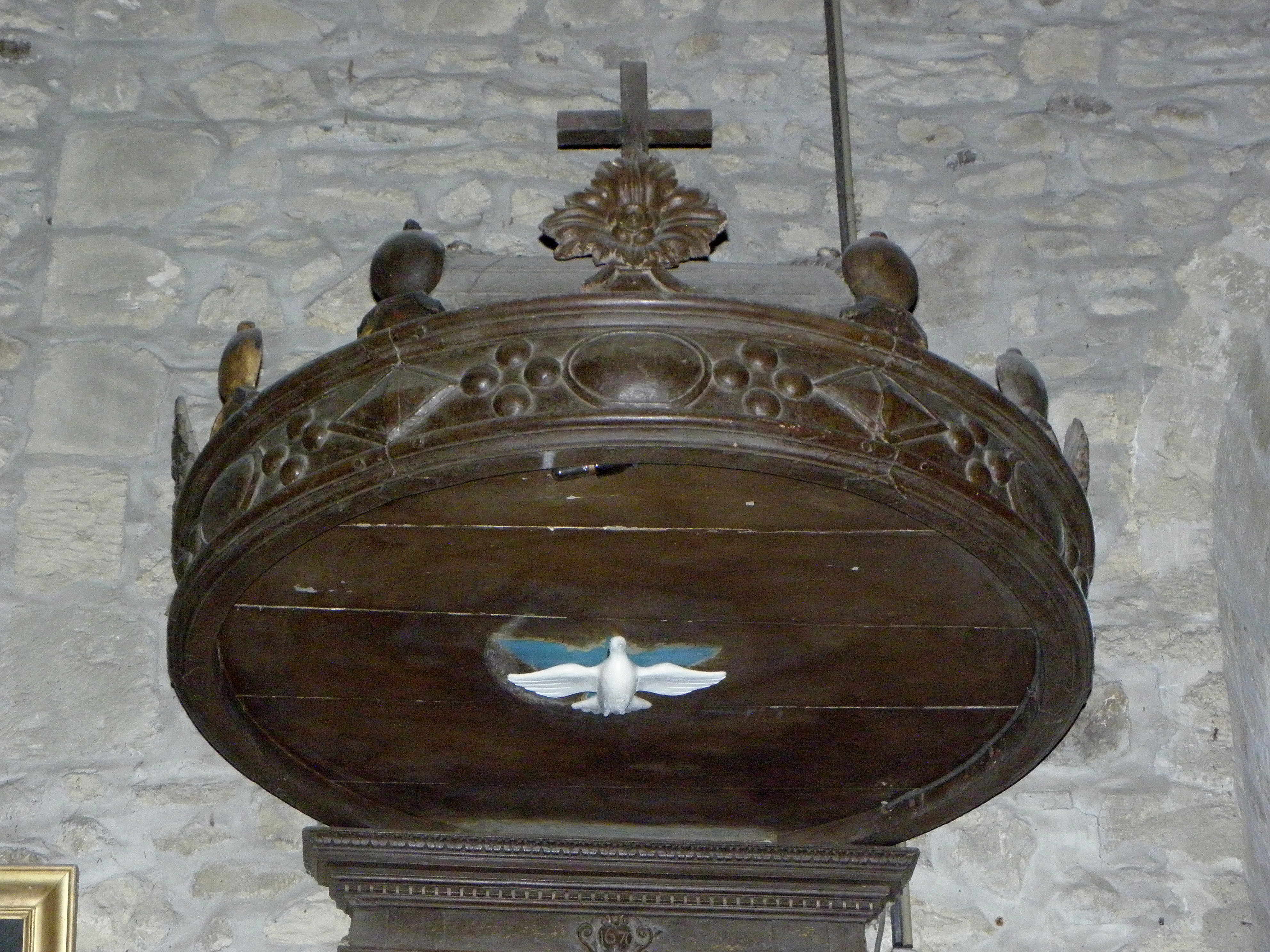
Schalldeckel mit Heiliggeisttaube